# 영국 노동당 대표

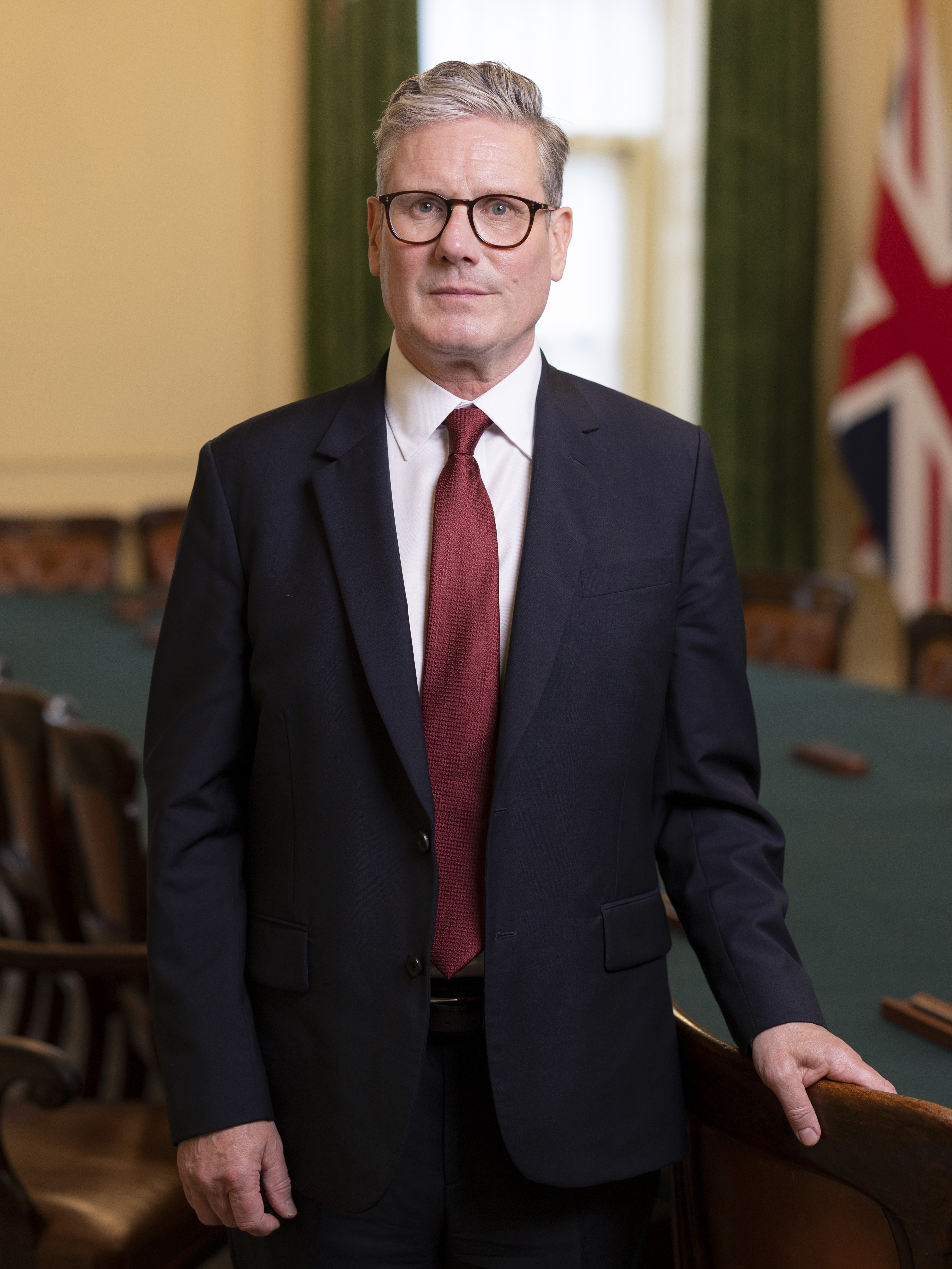
2020년 4월부터 노동당의 당대표를 맡고 있는 키어 스타머

노동당 대표 (Leader of the Labour Party)는 영국의 노동당을 이끄는 당수이다. 현재는 2020년 4월 당선된 키어 스타머가 당대표를 맡고 있다. 키어 스타머 대표는 전직 대표인 제레미 코빈의 그림자 내각에서 이민 예비장관, 유럽연합탈퇴 예비장관을 역임한 바 있으며, 2024년 영국 총선에서 집권하여 영국 총리를 역임중에 있다.

## 역사
노동당 대표라는 직책이 공식적으로 신설된 것은 지난 1922년이다. 1906년 영국 총선에서 노동당 의원이 처음으로 당선된 뒤 1922년 총선까지는 '원내 노동당 의장' (Chairman of the Parliamentary Labour Party)이란 이름의 직책이 지금의 대표직에 해당됐다. 한동안 이름만 바뀐 채 고스란히 유지되어 오다가 1970년 노동당 대표와 원내 노동당 의장이 별개의 직책으로 분리되었다.
1921년 존 R. 클라인스가 잉글랜드 출신으로는 처음으로 노동당 대표가 되었다. 그전까지 노동당의 역대 당수는 전원 스코틀랜드 출신이었다. 1924년 총선에서는 노동당이 창당 이래 첫 승리를 거두면서 램지 맥도널드 대표 역시 최초의 노동당 총리가 되었다. 램지 총리는 소수당 정부를 수립하였으며 9개월 동안 유지되었다. 원내 과반을 달성한 최초의 노동당 대표는 클레멘트 애틀리로 1945년 총선에서 승리하여 총리에 취임하였다. 최초의 웨일스 출신 당대표는 닐 키녹으로 1983년 노동당 대표 선거에서 당선되었다.
노동당 역사상 가장 큰 선거 승리를 거뒀던 대표는 토니 블레어로 1997년 총선, 2001년 총선, 2005년 총선을 연달아 승리하였으며 1997년과 2001년 총선은 압승을 거둔 것으로 유명하다. 그 다음으로는 해롤드 윌슨으로, 1964년, 1966년, 1974년 2월과 10월 총선에서 승리하면서, 총 다섯 차례의 선거 중에서 네 차례의 선거를 승리로 이끌었다. 반면 권한대행을 제외하고 재임 기간 동안 총선에 참여한 적이 없는 대표로는 선거 전에 사퇴한 조지 랜스베리, 재임 중에 사망한 존 스미스, 2020년 취임한 키어 스타머가 있다.

## 대표 선거
영국 정계에서 당대표가 부대표를 임명하는 것은 흔한 일이지만, 노동당에서는 당대표와 부대표 모두 당대회 선거를 통해 선출되며, 즉석결선투표제로 실시된다. 1980년부터 2014년까지는 선출위원 제도가 적용되어 국회의원과 유럽의회의원, 일반당원, 당 제휴단체 (사회주의단체, 노동조합 등) 회원이 각각 3분의 1 지분씩 투표할 수 있도록 하였다. 하지만 2015년 당대표 선거에서는 1인 1표제를 적용하여 당원 및 제휴단체회원 전원이 한표씩 동등하게 집계되는 것으로 바뀌었다. 이로써 국회의원과 유럽의회의원의 표는 별개로 집계되지는 않게 되었으나, 당대표 후보로 나서기 위해선 노동당 의원 중 10%가 지지해야 한다는 출마 조건은 남게 되었다.

## 역할
노동당이 야당 자리에 놓이면, 노동당 대표는 원내 제2당 대표로서 야당 대표 (Leader of Her Majesty's Loyal Opposition)라는 지위가 부여되며 그림자 내각을 이끌게 된다. 반대로 노동당이 여당이 되면 그 대표는 영국 총리가 되는 동시에 일종의 명예직인 제1대장경과 공무장관을 겸하며, 영국 내각을 임명할 권한을 지니게 된다.

## 역대 대표 목록
다음은 1906년 이래 역대 노동당 대표 목록이다.
| 대수  | 이름 (생몰년도)                       | 이름 (생몰년도)           | 지역구                                            | 취임일자                       | 퇴임일자                       | 당시 총리 (임기) | 당시 총리 (임기)          |
| ----- | ------------------------------------- | ------------------------- | ------------------------------------------------- | ------------------------------ | ------------------------------ | ---------------- | ------------------------- |
| 1     | 키어 하디 (1856–1915)                 |                           | 머서티드빌                                        | 1906년 2월 17일                | 1908년 1월 22일                |                  | 헨리 캠벨배너먼 1905–1908 |
| 2대   | 아서 헨더슨 (1863–1935) (1회차)       |                           | 버나드캐슬                                        | 1908년 1월 22일                | 1910년 2월 14일                |                  | 헨리 캠벨배너먼 1905–1908 |
| 2대   | 아서 헨더슨 (1863–1935) (1회차)       | H. H. 애스퀴스 1908–1916  | 버나드캐슬                                        | 1908년 1월 22일                | 1910년 2월 14일                |                  |                           |
| 3대   | 조지 번스 (1859–1940)                 |                           | 글래스고블랙프리어 허치슨타운                     | 1910년 2월 14일                | 1911년 2월 6일                 |                  |                           |
| 4대   | 램지 맥도널드 (1866–1937) (1회차)     |                           | 레스터                                            | 1911년 2월 6일                 | 1914년 8월 5일                 |                  |                           |
| *2대  | 아서 핸더슨 (1863–1935) (2회차)       |                           | 버나드캐슬                                        | 1914년 8월 5일                 | 1917년 10월 24일               |                  |                           |
| *2대  | 아서 핸더슨 (1863–1935) (2회차)       | 로이드 조지 1916–1922     | 버나드캐슬                                        | 1914년 8월 5일                 | 1917년 10월 24일               |                  |                           |
| 5대   | 윌리엄 애덤슨 (1863–1936)             |                           | 웨스트파이프                                      | 1917년 10월 24일               | 1921년 2월 14일                |                  |                           |
| 6대   | J. R. 클라인스 (1869–1949)            |                           | 맨체스터플래팅                                    | 1921년 2월 14일                | 1922년 11월 21일               |                  |                           |
| 6대   | J. R. 클라인스 (1869–1949)            | 보너 로 1922–1923         | 맨체스터플래팅                                    | 1921년 2월 14일                | 1922년 11월 21일               |                  |                           |
| *4    | 램지 맥도널드 (1866–1937) (2회차)     |                           | 애버라본                                          | 1922년 11월 21일 (당선)        | 1931년 8월 28일                |                  |                           |
| *4    | 램지 맥도널드 (1866–1937) (2회차)     | 스탠리 볼드윈 1923–1924   | 애버라본                                          | 1922년 11월 21일 (당선)        | 1931년 8월 28일                |                  |                           |
| *4    | 램지 맥도널드 (1866–1937) (2회차)     | 본인 1924                 | 애버라본                                          | 1922년 11월 21일 (당선)        | 1931년 8월 28일                |                  |                           |
| *4    | 램지 맥도널드 (1866–1937) (2회차)     | 스탠리 볼드윈 1924–1929   | 애버라본                                          | 1922년 11월 21일 (당선)        | 1931년 8월 28일                |                  |                           |
| *4    | 램지 맥도널드 (1866–1937) (2회차)     | 본인 1929–1931            | 애버라본                                          | 1922년 11월 21일 (당선)        | 1931년 8월 28일                |                  |                           |
| *2    | 아서 핸더슨 (1863–1935) (3회차)       |                           | 번리 (1931) 없음 (1931–1932)                      | 1931년 8월 28일 (무투표 당선)  | 1932년 10월 25일               |                  | 램지 맥도널드 1931–1935   |
| 7대   | 조지 랜스베리 (1859–1940)             |                           | 보 브롬리                                         | 1932년 10월 25일 (무투표 당선) | 1935년 10월 8일                |                  | 램지 맥도널드 1931–1935   |
| 7대   | 조지 랜스베리 (1859–1940)             |                           | 보 브롬리                                         | 1932년 10월 25일 (무투표 당선) | 1935년 10월 8일                |                  | 램지 맥도널드 1931–1935   |
| 7대   | 조지 랜스베리 (1859–1940)             | 스탠리 볼드윈 1935–1937   | 보 브롬리                                         | 1932년 10월 25일 (무투표 당선) | 1935년 10월 8일                |                  |                           |
| 8대   | 클레멘트 애틀리 (1883–1967)           |                           | 라임하우스 (1935–1950) 월섬스토웨스트 (1950–1955) | 1935년 10월 8일 (당선)         | 1955년 12월 7일                |                  |                           |
| 8대   | 클레멘트 애틀리 (1883–1967)           | 네빌 체임벌린 1937–1940   | 라임하우스 (1935–1950) 월섬스토웨스트 (1950–1955) | 1935년 10월 8일 (당선)         | 1955년 12월 7일                |                  |                           |
| 8대   | 클레멘트 애틀리 (1883–1967)           | 윈스턴 처칠 1940–1945     | 라임하우스 (1935–1950) 월섬스토웨스트 (1950–1955) | 1935년 10월 8일 (당선)         | 1955년 12월 7일                |                  |                           |
| 8대   | 클레멘트 애틀리 (1883–1967)           | 본인 1945–1951            | 라임하우스 (1935–1950) 월섬스토웨스트 (1950–1955) | 1935년 10월 8일 (당선)         | 1955년 12월 7일                |                  |                           |
| 8대   | 클레멘트 애틀리 (1883–1967)           | 처칠 1951–1955            | 라임하우스 (1935–1950) 월섬스토웨스트 (1950–1955) | 1935년 10월 8일 (당선)         | 1955년 12월 7일                |                  |                           |
| 8대   | 클레멘트 애틀리 (1883–1967)           | 앤서니 이든 1955–1957     | 라임하우스 (1935–1950) 월섬스토웨스트 (1950–1955) | 1935년 10월 8일 (당선)         | 1955년 12월 7일                |                  |                           |
| [ b ] | 허버트 모리슨 (1888–1965)             |                           | 루이셤사우스                                      | 1955년 12월 7일                | 1955년 12월 14일               |                  |                           |
| 9대   | 휴 게이츠컬 (1906–1963)               |                           | 리즈 사우스                                       | 1955년 12월 14일 (당선)        | 1963년 1월 18일 (사망)         |                  |                           |
| 9대   | 휴 게이츠컬 (1906–1963)               | 해롤드 맥밀런 1957–1963   | 리즈 사우스                                       | 1955년 12월 14일 (당선)        | 1963년 1월 18일 (사망)         |                  |                           |
| [ b ] | 조지 브라운 (1914–1985)               |                           | 벨퍼                                              | 1963년 1월 18일                | 1963년 2월 14일                |                  |                           |
| 10대  | 해롤드 윌슨 (1916–1995)               |                           | 하이턴                                            | 1963년 2월 14일 (당선)         | 1976년 4월 5일                 |                  |                           |
| 10대  | 해롤드 윌슨 (1916–1995)               | 앨릭 더글러스흄 1963–1964 | 하이턴                                            | 1963년 2월 14일 (당선)         | 1976년 4월 5일                 |                  |                           |
| 10대  | 해롤드 윌슨 (1916–1995)               | 본인 1964–1970            | 하이턴                                            | 1963년 2월 14일 (당선)         | 1976년 4월 5일                 |                  |                           |
| 10대  | 해롤드 윌슨 (1916–1995)               | 에드워드 히스 1970–1974   | 하이턴                                            | 1963년 2월 14일 (당선)         | 1976년 4월 5일                 |                  |                           |
| 10대  | 해롤드 윌슨 (1916–1995)               | 본인 1974–1976            | 하이턴                                            | 1963년 2월 14일 (당선)         | 1976년 4월 5일                 |                  |                           |
| 11    | 제임스 캘러헌 (1912–2005)             |                           | 카디프사우스이스트                                | 1976년 4월 5일 (당선)          | 1980년 11월 10일               |                  | 본인 1976–1979            |
| 11    | 제임스 캘러헌 (1912–2005)             | 마거렛 대처 1979–1990     | 카디프사우스이스트                                | 1976년 4월 5일 (당선)          | 1980년 11월 10일               |                  |                           |
| 12대  | 마이클 풋 (1913–2010)                 |                           | 에부베일                                          | 1980년 11월 10일 (당선)        | 1983년 10월 2일                |                  |                           |
| 13대  | 닐 키녹 (1942~)                       |                           | 이즐루인                                          | 1983년 10월 2일 (당선)         | 1992년 7월 18일                |                  |                           |
| 13대  | 닐 키녹 (1942~)                       | 존 메이저 1990–1997       | 이즐루인                                          | 1983년 10월 2일 (당선)         | 1992년 7월 18일                |                  |                           |
| 14대  | 존 스미스 (1938–1994)                 |                           | 몽클랜즈이스트                                    | 1992년 7월 18일 (당선)         | 1994년 5월 12일 (임기 중 사망) |                  |                           |
| [ b ] | 마거렛 베켓 (1943~) (권한대행)        |                           | 더비사우스                                        | 1994년 5월 12일                | 1994년 7월 21일                |                  |                           |
| 15대  | 토니 블레어 (1953~)                   |                           | 세지필드                                          | 1994년 7월 21일 (당선)         | 2007년 6월 24일                |                  |                           |
| 15대  | 토니 블레어 (1953~)                   | 본인 1997–2007            | 세지필드                                          | 1994년 7월 21일 (당선)         | 2007년 6월 24일                |                  |                           |
| 16대  | 고든 브라운 (1951~)                   |                           | 커콜디 카우든비스                                 | 2007년 6월 24일 (무투표 당선)  | 2010년 5월 11일                |                  | 본인 2007–2010            |
| [ b ] | 해리엇 하먼 (1950~) (권한대행, 1회차) |                           | 캠버웰 페캄                                       | 2010년 5월 11일                | 2010년 9월 25일                |                  | 데이비드 캐머런 2010–2016 |
| 17대  | 에드 밀리밴드 (1969~)                 |                           | 동커스터노스                                      | 2010년 9월 25일 (당선)         | 2015년 5월 8일                 |                  | 데이비드 캐머런 2010–2016 |
| [ b ] | 해리엇 하먼 (1950~) (권한대행, 2회차) |                           | 캠버웰 페캄                                       | 2015년 5월 8일                 | 2015년 9월 12일                |                  | 데이비드 캐머런 2010–2016 |
| 18대  | 제레미 코빈 (1949~)                   |                           | 이즐링턴노스                                      | 2015년 9월 12일 (당선)         | 2020년 4월 4일                 |                  | 데이비드 캐머런 2010–2016 |
| 18대  | 제레미 코빈 (1949~)                   | 테리사 메이 2016–2019     | 이즐링턴노스                                      | 2015년 9월 12일 (당선)         | 2020년 4월 4일                 |                  |                           |
| 18대  | 제레미 코빈 (1949~)                   | 보리스 존슨 2019~2022     | 이즐링턴노스                                      | 2015년 9월 12일 (당선)         | 2020년 4월 4일                 |                  |                           |
| 19대  | 키어 스타머 (1962~)                   |                           | 홀번 세인트판크라스                               | 2020년 4월 4일 (당선)          | 현직                           |                  |                           |
| 19대  | 키어 스타머 (1962~)                   | 리즈 트러스 2022          | 홀번 세인트판크라스                               | 2020년 4월 4일 (당선)          | 현직                           |                  |                           |
| 19대  | 키어 스타머 (1962~)                   | 리시 수낵 2022~2024       | 홀번 세인트판크라스                               | 2020년 4월 4일 (당선)          | 현직                           |                  |                           |
| 19대  | 키어 스타머 (1962~)                   | 본인 2024~                | 홀번 세인트판크라스                               | 2020년 4월 4일 (당선)          | 현직                           |                  |                           |

* 아서 핸더슨과 램지 맥도널드는 이미 당대표를 한차례 지냈기 때문에 그 다음 임기는 별도의 대수로 계산하지 않는다.

## 같이 보기
- 영국 노동당
- 영국 보수당 대표
- 영국 자유민주당 대표

## 참고
1. ↑  1931년 총선에서 헨더슨 대표는 자신의 지역구 선거에서 패배하였으며, 이후로 국회의원직을 맡지는 않았다. 때문에 헨더슨은 공식 당대표로 남고 조지 랜스베리가 원내 당대표를 맡았다.
2. 1 2 3 4 5  선거에서 당선되거나 대표로 임명된 적이 없기에 공식 대수에 포함되지 않는다.
3. 1 2 3 4 5  당대표가 사망이나 사퇴 등으로 공직 상태일 때에는 부대표가 당대회 전까지 권한대행을 맡는다. 클레먼트 애틀리 대표의 사퇴 이후 휴 게이츠컬이 당선될 때까지 허버트 모리슨이 7일간 당대표 권한대행을 맡았다. 게이트스켈 대표와 훗날 존 스미스 대표가 사망할 당시에는 각각 조지 브라운과 마거렛 베켓 부대표가 권한대행을 맡았으며, 고든 브라운과 에드 밀리밴드가 사퇴할 당시에는 해리엇 하먼 부대표가 권한대행을 모두 맡았다.

## 관련 문헌
- Clarke, Charles; James, Toby S. (2015). 《British Labour Leaders》. London: Biteback.